# 莱代塞尔
莱代塞尔（法語：Les Déserts，法語發音：[le dezɛʁ]）是法国萨瓦省的一个市镇，属于尚贝里区。

## 地理
莱代塞尔（45°37'17"N, 6°0'40"E）面积33.59 平方千米，位于法国奥弗涅-罗讷-阿尔卑斯大区萨瓦省，该省份为法国东部省份，历史上为薩伏依的一部分，北起上萨瓦省，西接伊泽尔省和安省，南部和东部与上阿尔卑斯省和意大利接壤。
与莱代塞尔接壤的市镇（或旧市镇、城区）包括：新阿永、德吕梅塔-克拉拉丰、蒙塞勒、穆克西、皮尼-沙特诺、圣弗朗索瓦德萨勒、圣让达尔韦、图瓦里。

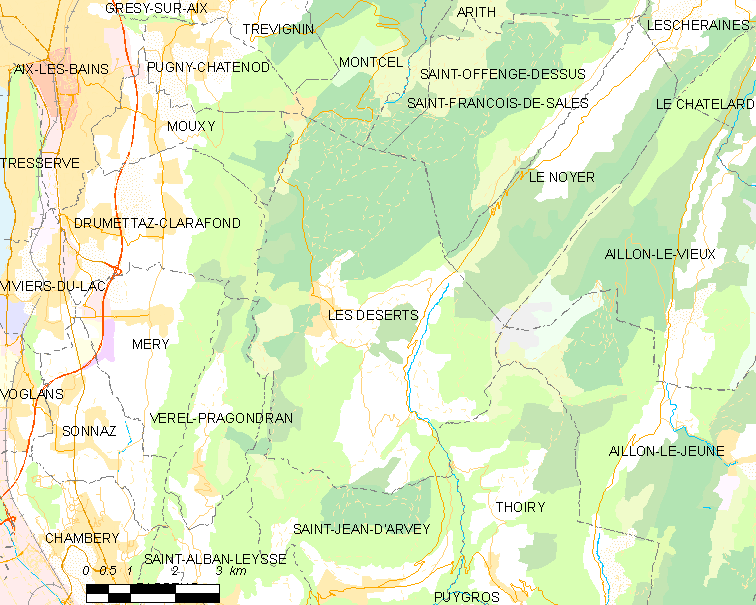
莱代塞尔的OSM定位图

莱代塞尔的时区为UTC+01:00、UTC+02:00（夏令时）。

## 行政
莱代塞尔的邮政编码为73230，INSEE市镇编码为73098。

## 政治
莱代塞尔所属的省级选区为圣阿尔邦莱斯县。

## 人口

1962-2008年间莱代塞尔人口变化图示

莱代塞尔于2022年1月1日时的人口数量为826人。